# (7045) 1974 FJ
(7045) 1974 FJ est un astéroïde de la ceinture principale de 2,634 km de diamètre découvert en 1974.

## Description
(7045) 1974 FJ a été découvert le 22 mars 1974 à Cerro El Roble, un observatoire astronomique situé à la frontière entre les régions de Valparaiso et Metropolitana au Chili, par Carlos Torres.

### Caractéristiques orbitales
L'orbite de cet astéroïde est caractérisée par un demi-grand axe de 2,39 UA, un périhélie de 2,08 UA, une excentricité de 0,13 et une inclinaison de 4,83° par rapport à l'écliptique. Du fait de ces caractéristiques, à savoir un demi-grand axe compris entre 2 et 3,2 UA et un périhélie supérieur à 1,666 UA, il est classé, selon la JPL Small-Body Database, comme objet de la ceinture principale.

### Caractéristiques physiques
(7045) 1974 FJ a une magnitude absolue (H) de 14,0 et un albédo estimé à 0,532, ce qui permet de calculer un diamètre de 2,634 km. Ces résultats ont été obtenus grâce aux observations du Wide-Field Infrared Survey Explorer (WISE), un télescope spatial américain mis en orbite en 2009 et observant l'ensemble du ciel dans l'infrarouge, et publiés en 2011 dans un article présentant les premiers résultats concernant les astéroïdes de la ceinture principale.